# Gustavo A. Madero
Gustavo A. Madero là một đô thị thuộc bang Distrito Federal, México. Năm 2005, dân số của đô thị này là 1193161 người.